# گیلی شاریر

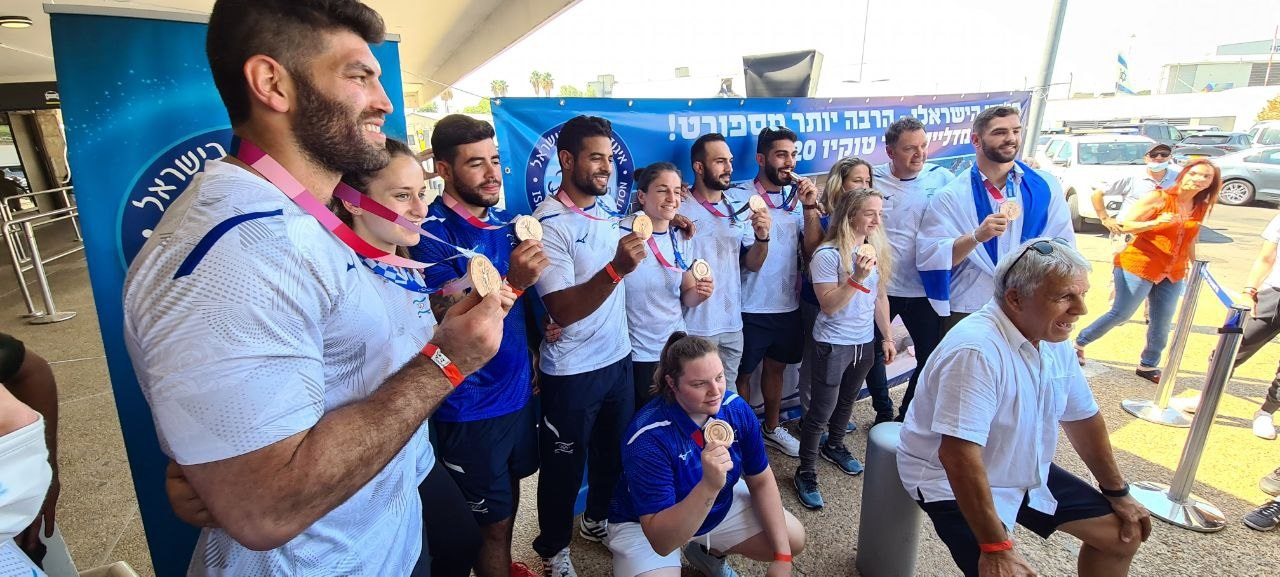
نمایی از تیم ملی جودو اسرائیل در سال ۲۰۲۱

گیلی شاریر (عبری: גילי שריר‎؛ زادهٔ ۲۲ نوامبر ۱۹۹۹) جودوکار زن اهل اسرائیل است.